# Stradivari Duport

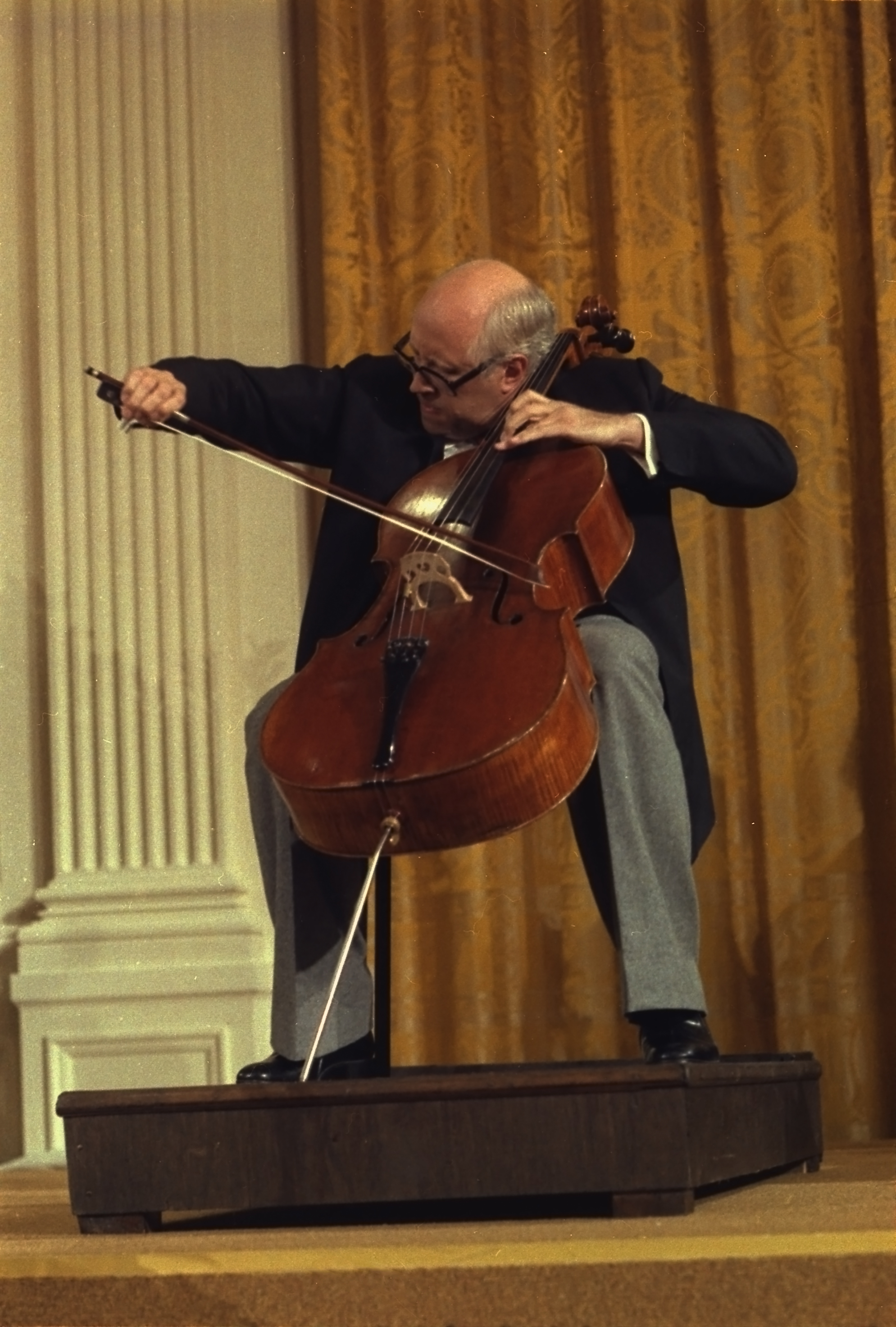
Lo Stradivari Duport in mano a Mstislav Rostropovich (1978)

Lo Stradivari Duport  (pronunciato /dy'pɔr/) è un violoncello costruito nel 1711 dal liutaio Antonio Stradivari. Prende il nome da Jean-Pierre Duport, che lo suonò intorno al 1800. Nel 1812 Duport permise a Napoleone Bonaparte di suonarlo: lo strumento riporta un'ammaccatura attribuita agli stivali dell'imperatore, che secondo un aneddoto lo maneggiò in maniera piuttosto brusca.
Il violoncello venne acquistato nel 1843 da Auguste-Joseph Franchomme per l'allora cifra record di 22 000 franchi. Venne utilizzato come modello da liutai quali Jean Baptiste Vuillaume, ed è considerato uno dei migliori violoncelli di Stradivari.
Il Duport è stato suonato da Mstislav Rostropovich, dal 1974 fino alla sua morte nel 2007. Attualmente lo strumento è proprietà degli eredi di Rostropovich.
| Lunghezza                   | 75,5 cm |
| Larghezza (parte superiore) | 34 cm   |
| Larghezza (al centro)       | 22,8 cm |
| Larghezza (parte inferiore) | 43,6 cm |

| Jean-Pierre Duport                  | fino al 1819 |
| Louis Duport                        | 1819-1842    |
| Auguste-Joseph Franchomme (e figli) | 1842-1892    |
| Baron Knoop                         | 1892         |
| John S. Phipps                      | 1906         |
| Horace Havemeyer                    | 1927         |
| Gerald M. Warburg                   | 1968         |
| Mstislav Rostropovitch              | 1974-2007    |

| Jean-Pierre Duport        | fino al 1819 |
| Auguste-Joseph Franchomme | 1842-1884    |
| Mstislav Rostropovitch    | 1974-2007    |